# Smooth Noodle Maps
Smooth Noodle Maps è l'ottavo album del gruppo statunitense Devo, pubblicato dalla Enigma Records nel 1990.

## Tracce
1. Stuck in a Loop - 3:52
2. Post Post-Modern Man - 2:55
3. When We Do It - 2:57
4. Spin the Wheel - 3:46
5. Morning Dew (Bonnie Dobson / Tim Rose) - 3:01
6. A Change Is Gonna Cum - 3:10
7. The Big Picture - 2:45
8. Pink Jazz Trancers - 3:13
9. Jimmy - 2:51
10. Devo Has Feelings Too - 2:40
11. Dawghaus - 3:23

Bonus track riedizione CD 1994
1. Post Post-Modern Man (Macro Post Modern Mix) – 3:21
2. Post Post-Modern Man (Neo Post Modern Mix) – 6:43
3. Post Post-Modern Man (Ultra Post Modern Mix) – 6:14

(Tutte le tracce composte da Mark Mothersbaugh e Gerald V. Casale, eccetto dove indicato)